# Kurt Emmerich (Fußballspieler)
Kurt Emmerich (* 27. September 1922) ist ein ehemaliger deutscher Fußballspieler, der für den FC Bayern München aktiv war.

## Karriere
Emmerich gehörte von 1945 bis 1948 dem FC Bayern München als Stürmer an. In diesem Zeitraum absolvierte er 29 Punktspiele in der Oberliga Süd, der seinerzeit höchsten deutschen Spielklasse, in denen er acht Tore erzielte. In seiner ersten Saison, in der er siebenmal spielte, erzielte er auch seinen ersten beiden Tore. Diese gelangen ihm am 19. Mai 1946 beim 4:2-Sieg im Auswärtsspiel gegen Eintracht Frankfurt mit dem Treffer zum 2:1 und 3:1. In der Folgesaison traf er bereits sechsmal in 18 Punktspielen. In seiner letzten Saison kam er nur noch vom vierten bis siebten Spieltag zum Einsatz; alle vier Begegnungen (4:0 gegen den VfB Mühlburg, 1:0 bei den Sportfreunden Stuttgart, 3:1 gegen den VfL Neckarau und 3:1 beim FC Wacker München) wurden gewonnen.